# Sainte-Eulalie-d'Ans
 Sainte-Eulalie-d'Ans  (en occitano Senta Eulàlia d'Ans) es una población y comuna francesa, situada en la región de Aquitania, departamento de Dordoña, en el distrito de Périgueux y cantón de Hautefort.

## Demografía
| 402 | 376 | 362 | 311 | 304 | 269 |
| Para los censos de 1962 a 1999 la población legal corresponde a la población sin duplicidades (Fuente: INSEE [Consultar]) |     |     |     |     |     |